# سیدر-ریورساید (مینیاپولیس)
سیدر-ریورساید (به انگلیسی: Cedar-Riverside) یک منطقهٔ مسکونی در ایالات متحده آمریکا است که در مینیاپولیس واقع شده‌است. سیدر-ریورساید ۸٬۰۹۴ نفر جمعیت دارد.